# AS Cimentul Fieni
Cimentul Fieni a fost un club de fotbal din Fieni, județul Dâmbovița, România.  
Afiliată la Federația Română de Fotbal în anul 1949, echipa din Fieni a atins apogeul în 2003, când a fost aproape de promovarea în prima ligă, pierzând meciul de baraj cu Sportul Studențesc. 
A fost dizolvat în 2005, după o fuziune cu un club de la Buftea, din care a rezultat CS Buftea.

## Foști jucători
| - Visan Marius Dumitru - Ion Iordan - Iulian Mihai Ilie - Adrian Albulescu - Dan Ion Mielușică - Romeo Stan - Ciobanu Romulus Marius - Vasile Tatarciuc - Octavian Badea - Beniamin Popescu - Richard Geza Sala - Catalin Deftu - Costantin Badea - Marcel Ghioca - Nicu Ghioca - Viorel Sorin Gânju - Virgil Marșavela - Cristian Termure - Mihai Zamfir - Mihai Ilie - Claudiu Mircea Ionescu - Marius Nae - Claudiu Manoiu | - Marius Humelnicu - Sorin Frunză - Gabriel Boștină - Robert Niță - Gabriel Cânu - Florin Manea - Marcel Rus - Remus Zamfir - Nicolae Kallu - Nicolae Barbu - Niță Iulian - Sorin Iancu - Romica Tudor - Septimiu Burtescu - Romeo Buteseacă - Florin Cornel Stângă - Valentin Adrian Stan - Eusebiu Iulian Tudor - Marinică Lică Ionică - Dragoș Daniel Radu - Cristian Ciprian Lupuț - Radu Eduard Ciobanu | - Gabriel Ioan Paraschiv - Eusebiu Iulian Tudor - Gabriel Mirceoiu - George Jecu - Gheorghe Valentin - Ganea Pandele - Dumitru Vasile - Gheorghe Vasilescu - Gheorghe Uța - Ion Albulescu - Gheorghe Radu - Marian Ioana - Cristian Iorga - Cristian Duță - Alexandru Vlădoiu - Răzvan Vișan - Lucian Diaconescu - Nicolae Popescu - Iordan Valentin - Tudose Florin - Radulescu Mihail - Teodoroiu Iulian | - Tudor Romica - Chirca Stefan - Dumitru Marian - Neaga Marian - Ristea Mihail - Cristi Zamfir - Crainiciuc Florin - Becheanu Cosmin - Chivereanu Marius - Bratianu II - Ivascu Ion - Crasnaru Marian - Mindileac - Opinca Ion - Vlasceanu Dan - Burlacu Emil - Anton Constantin - Zamfirescu Stelian - Viorel Dinu - Amarian - Joițoiu |

## Foști Antrenori
| - Ion Șerbănoiu - Ion Popescu - Silviu Dumitrescu - Visan Marius Dumitru - Marin Olteanu - Nicolae Proca - Viorel Turcu | - Stelian Badea - Mario Marinică - Marin Radu II - Florin Tudose - Virgil Dridea - Grecu I - Costel Cirstea |